# Florian Hreniuk
Florian Hreniuk (* 7. September 1997 in Klagenfurt) ist ein österreichischer Floorballspieler. Derzeit spielt er für den IC Graz.

## Karriere
Florian Hreniuk spielt seit 2009 in der Jugend des KAC Floorball. Bis 2012 spielte er noch im Tor, bis er den Schläger in die Hand nahm und zum Verteidiger umfunktioniert wurde. 2014 wurde er erstmals im Farmteam des KAC Floorball aufgeboten, aufgrund guter Leistungen debütierte er im selben Jahr noch für die Kampfmannschaft. Derzeit spielt er für den IC Graz.